# Le Petit Marocain
Le Petit Marocain è stato un quotidiano marocchino in lingua francese fondato a Casablanca nel 1925. Fu una delle principali testate giornalistiche durante il protettorato francese del Marocco.

## Storia
Il giornale apparteneva alla società Mas Presse, di proprietà dell'editore francese Pierre Mas. La sua linea editoriale era ultra-colonialista, filo-francese, sostenendo in particolare il governo di Vichy e la deposizione e l'esilio di Muhammad V.
Il giornale cessò le pubblicazioni il 1º novembre 1971, quando il controllo della Mas Presse fu affidato a Moulay Hafid Alaoui, cugino di Hasan II e ministro dell'Informazione in quel periodo. La testata fu rimpiazzata lo stesso giorno da Le Matin, un quotidiano di orientamento filo-monarchico.